# Fuchsia putumayensis
Fuchsia putumayensis är en dunörtsväxtart som beskrevs av Philip Alexander Munz. Fuchsia putumayensis ingår i släktet fuchsior, och familjen dunörtsväxter. Inga underarter finns listade i Catalogue of Life.